# Lichtenfels (Hesja)
Lichtenfels – miasto w Niemczech, w kraju związkowym Hesja, w rejencji Kassel, w powiecie Waldeck-Frankenberg.